# بيكهنو (غوهران)
بيكهنو (بالفارسية: بیکهنو) هي قرية تقع في إيران في قسم غوهران الريفي. يقدر عدد سكانها بـ 184 نسمة بحسب إحصاء 2016.